# Баладинский, Вадим Леонидович
Вадим Леонидович Баладинский (род. 5 августа 1935, г. Тараща, Киевской области) — советский и украинский специалист в области строительной механики, доктор технических наук (1982), профессор (1984), заведующий кафедрой строительных машин Национального университета строительства и архитектуры Украины, директор Научно исследовательского института строительно-дорожной и инженерной техники, с 1988 — президент Международной ассоциации по автоматизации и экологии земляных работ, Заслуженный деятель науки и техники Украины (1994), лауреат премии имени Н. Будникова (1995), лауреат Государственной премии Украины в области науки и техники (2003).

## Карьера
Вадим Леонидович Баладинский родился 5-го августа 1935-го года в городе Тараща Киевской области.
В 1958 году окончил Днепропетровский инженерно-строительный институт.
С 1958 по 1960 — работал на Воронежском экскаваторном заводе, где занимал должности мастера производства и инженера-технолога.
С 1960 по 1961 — работал на должностях инженера-технолога и конструктора Бакинского экскаваторного завода.
С 1961 года работает в Киевском инженерно-строительном институте (ныне — Национальный университет строительства и архитектуры Украины) : с 1967 — доцент; с 1984 — профессор; с 1983 — заведующий кафедрой строительных машин; с 1993 — директор научно-исследовательского института строительно-дорожной и инженерной техники.
Одновременно с должностями в Киевском инженерно-строительном институте, с 1988 года является президентом Международной ассоциации по автоматизации и экологии земляных работ.
Баладинский проводит научные исследования в области разработки высокоскоростных принципов разрушение почв при различных условиях и для различных отраслей хозяйства которые включают наземную, подземную, подводную и космическую сферы. Труды Баладинского связаны со строительством помещений и наземных сооружений, сельским хозяйством, строительством дорог, военно-инженерными разработками, горной отраслью и транспортом. Фундаментальные научные исследования заключаются в создании теории динамического разрушения рабочих сред и разрушительной техники с высокой удельной производительностью (18-20 кубических метров в час на киловатт энергии)

## Учебники и пособия
- Динамическое разрушение грунтов, Киев, 1971;
- Разрушение прочных грунтов, Киев, 1973; (в соавторстве)
- Машины и механизмы для подводных работ, Ленинград, 1979; (в соавторстве)
- Средства механизации земляных работ: механика рабочих процессов, Москва, 1985; (в соавторстве)
- Основы теории разрушения рабочих сред, Киев, 1997; (в соавторстве)
- Динамика разрушения грунтов и пород, Саратов, 1998; (в соавторстве)
- Теория разрушения рабочих сред, Киев, 1999; (в соавторстве)